# Disteniídeos
Disteniídeos (Disteniidae) são uma pequena família de insetos coleópteros vagamente semelhantes na aparência aos da família Cerambycidae, subfamília Lepturinae e gênero Stenocorus, mas diferem das longas antenas e algumas vezes pelas cores metálicas.

## Distribuição
A família oriunda de Gondwana, inclui mais de 300 espécies generalizadas em todas as regiões do Hemisfério Sul. Em particular apenas poucas espécies são capazes de juntar-se à América do Norte e nenhum está presente na Europa. Em contraste, Madagáscar é extremamente rica em espécies, especialmente do gênero endêmico Nethinius.

## Sistemática
- Ordem Coleoptera
  - Subordem Polyphaga
    - Infraordem Cucujiformia
      - Superfamília Chrysomeloidea
        - Família Disteniidae (Thomson, 1860)
          - Subfamília Disteniinae (Thomson, 1860)